# 여자 없는 세상 (2011년 영화)
《여자 없는 세상》(Un monde sans femmes) 또는 《어 월드 위드아웃 우먼》(A World Without Women)은 2011년 프랑스의 드라마 영화이다. 기욤 브락이 감독을 맡았다. 감독의 2009년 영화인 《조난》(Le Naufragé)의 속편이다.
대한민국에서는 2021년 1월 22일 부산 영화의전당에서 상영하였다.

## 줄거리
프랑스 피카르디 해변으로 여행을 떠난 두 모녀가 관리인인 실뱅을 만난다. 실뱅은 파트리시아에게 관심을 갖고 주위를 맴돌지만, 마을 청년 질이 자꾸만 방해한다.

## 출연
- 뱅상 마케뉴 - 실뱅 역
- 로르 칼라미 - 파트리시아 역
- 콩스탕스 루소 - 줄리엣 역
- 로랑 파포 - 질 역
- 테리 구아슈
- 제프리 불랑제
- 세드릭 카이유
- 마리 피카
- 장-니콜라 주아상
- 프랑신 불랑제
- 크리스티앙 부불 불랑제
- 에릭 하니에